# Rimbert
Rimbert, Rembert, Rambert bzw. Rembart (* um 830; † 11. Juni 888 in Bremen) war von 865 bis 888 Bischof von Bremen, in persona episcopi mit dem Erzbistum Hamburg.

## Biografie
Rimbert, der aus dem Adel Flanderns stammte, ist wahrscheinlich bei Torhout geboren. Er wurde dort im Kloster Torhout (auch Thourout genannt) erzogen. Erzbischof Ansgar beeinflusste ihn stark. Er wurde 865 dessen Nachfolger mit der Verleihung des Palliums durch Papst Nikolaus I.
Die Missionierung Dänemarks und Schwedens, die unter Ansgar von Bremen begonnen wurde, setzte Rimbert nicht fort. 868 nahm er an der Synode von Worms teil, die langwirkende kirchenrechtliche Beschlüsse fasste. Er verfasste 876 die auch geschichtlich bedeutende Biographie seines Vorgängers, die Vita sancti Ansgarii, in der er auch ausführlich über Kämpfe zwischen Wikingern und Kuren im Jahre 855 berichtet. 884 führte er selbst ein friesisches Heer gegen die Wikinger und drängte diese nach der siegreichen Schlacht bei Norditi dauerhaft aus Ostfriesland zurück. 888 konnte er das Markt-, Münz- und Zollrecht von Kaiser Arnulf für Bremen erwerben und das Erzbistum damit finanziell erheblich stärken. 
Amtsnachfolger wurde 888 sein Assistent Adalgar.
Der Dichter Agius widmete Rimbert seine Gedichte De computo. Er wurde später auch als Heiliger verehrt, war Patron verschiedener Kirchen sowie des St.-Remberti-Stifts in Bremen.
Sein Gedenktag in der katholischen Kirche ist der 11. Juni.

## Neuere Forschung
In der Geschichtsschreibung hat sich ein Bild etabliert, das eine aufopferungsvolle Missionarstätigkeit im Norden und die Gründung der Erzdiözese Hamburg-Bremen durch ihn annimmt. Historiker sind inzwischen der Ansicht, dass es sich insbesondere bei der Vita sancti Ansgarii nicht nur um eine Lobeshymne auf Rimberts verehrten Lehrer, sondern auch um eine bewusste Uminterpretierung der Geschichte handelte. Demnach war der Absatz, in der von Rimbert überlieferten Urkunde von Kaiser Ludwig I., in der Ansgar das Erzbistum Hamburg zugesprochen wurde, eine Fälschung. Der Historiker Eric Knibbs, der sich der detaillierten Aufarbeitung der historisch nachweisbaren Fakten angenommen und ein neues Bild von der Frühzeit der  norddeutschen Kirchengeschichte gezeichnet hat, belegt, dass Ansgar überhaupt gar kein Erzbistum gegründet haben kann, sondern dass die Idee der Diözese Hamburg-Bremen erst im 10. Jahrhundert ihren eigentlichen Lauf genommen hat. Die Absicht der Fälschung war es, den Norden aus dem Einflussbereich des Erzbistums Köln herauszulösen. Wäre Hamburg schon frühzeitig Bistum gewesen, hätte es die älteren Rechte auf Bremen gehabt.

## Kirchen, Straßen und Gebäude
Nach ihm benannte Kirchen:
- Rimbertikirche in Emmelsbüll
- St. Remberti in Bremen
- Evangelisch-Lutherische Kirchengemeinde Philippus und Rimbert in Hamburg-Horn und Hamburg-Billstedt.

Nach ihm benannte Straßen und Gebäude:
- Rembertiring in Bremen-Mitte (1961)
- Rembertistraße in Bremen-Mitte
- Rembertikirchweg im Bremen-Mitte
- Rembertitunnel bis 2015 in Bremen-Mitte
- Rimbertweg in Hamburg-Lokstedt
- St.-Remberti-Stift von um 1300 in Bremen-Mitte
- Remberti-Schule von 1596 bis 1970 in Bremen
- St. Remberti, Pastorenhaus von um 1860 in Bremen-Mitte